# Stăncuța
Stăncuța là một xã thuộc hạt Brăila, România. Dân số thời điểm năm 2002 là 3909 người.